# Lachnaia hirta
Lachnaia hirta  (лат.) — вид листоедов (Chrysomelidae) из подсемейства клитрины (Clytrinae). Распространён на северо-западе Африки, Пиренейском полуострове,  юге Франции, юге Италии и в Сицилии.